# Pogoń Siedlce (piłka nożna)
Miejski Klub Piłkarski Pogoń Siedlce – polski klub piłkarski z siedzibą w Siedlcach w województwie mazowieckim. W sezonie 2025/2026 występuje w I lidze.

## Ogólne informacje
- Pełna nazwa: Miejski Klub Piłkarski Pogoń Siedlce
- Adres: ul. Jana Pawła II 6, 08-110 Siedlce
- Przydomek: biało-niebiescy, Pogoniści
- Rok założenia: 1944

### Sztab szkoleniowy
- Trener I zespołu: Adam Nocoń
- Asystent trenera I zespołu: Maciej Wesołowski
- Kierownik I zespołu: Daniel Baj
- Trener przygotowania motorycznego: Patryk Gromek
- Trener przygotowania fizycznego: Paweł Księżopolski
- Trener bramkarzy: Daniel Iwanowski

### Stadion
- Nazwa: stadion ROSRRiT
- Wymiary boiska: 105 × 68m
- Pojemność stadionu: 2901 (wszystkie siedzące), docelowo 8000
- Oświetlenie: 2000 lx

Wiosną 2010 roku rozpoczęła się budowa nowego stadionu, mieszczącego się na siedleckich Błoniach przy ul. Północnej (obecnie Jana Pawła II 6). Stadion został zbudowany w ramach projektu budowy Regionalnego Ośrodka Sportu, Rekreacji, Rehabilitacji i Turystyki. Oficjalne wmurowanie aktu erekcyjnego nastąpiło 24 czerwca 2010 r. I etap budowy zakończył się 11 czerwca 2011 roku uroczystym otwarciem stadionu.
W ramach projektu zostały wykonane: zadaszona trybuna na ok. 3 tys. widzów, oświetlenie stadionu, 4 boiska treningowe, w tym dwa z trybunami na 300 i 400 miejsc, parking na 289 aut, aquapark, hotel.
W kolejnym okresie budowy ROSRRiT mają zostać wykonane pozostałe 3 trybuny na ok. 5 tys. widzów oraz hala widowiskowo-sportowa dla 2000 widzów.

## Historia
Klub powstał w 1944 roku jako KS Ognisko Siedlce.
Nazwa drużyny zmieniała się na przestrzeni lat:
KS Ognisko Siedlce ⇒ ZZK Kolejarz Siedlce ⇒ KS Pogoń Siedlce ⇒ KS Start-Pogoń Siedlce ⇒ MZKS Start-Pogoń Siedlce ⇒ MKS Pogoń Siedlce ⇒ MKP Pogoń Siedlce

### Lata 20.
Na początku czerwca 1921 r. istnienie drużyn futbolowych w Siedlcach odnotowała centralna prasa: „Na prowincji powstały nowe kluby piłki nożnej, mianowicie: w Lublinie, Białymstoku, Wilnie, Siedlcach, Brześciu Litewskim. Objaw ten jest niezwykle pocieszający i świadczy o ogromnym rozwoju sportu piłki nożnej na terytorium byłej Kongresówki”.
Pierwszym w Siedlcach polskim stowarzyszeniem z drużyną piłkarską, mającym cechy współczesnej organizacji sportowej, był Klub Sportowy Strzelec, założony 5 września 1921 r. przy Związku Strzeleckim. W premierowym meczu 30 października 1921 r. Strzelec pokonał drużynę Maccabi Siedlce 5:1.
Największy wpływ na rozwój futbolu w Siedlcach, poprzez udział w rozgrywkach ligowych i rozgrywanie meczów z drużynami z innych miast, miały bez wątpienia stacjonujące w garnizonie jednostki wojskowe, z klubami WKS 22. pp i WKS 9. pac. Zdecydowanie większą popularnością wśród mieszkańców miasta cieszyli się piłkarze ze sformowanego w listopadzie 1918 r. w Siedlcach 22. pułku piechoty, który następnie uczestniczył w wojnie polsko-bolszewickiej. Drużyna piłkarska w 22. pp, a zaraz potem WKS 22. pp, powstała najpóźniej w 1921 r. podczas stacjonowania jednostki na Wileńszczyźnie, gdy skierowanych do pułku utalentowanych piłkarsko rekrutów ppor. Mieczysław Janowski wcielił do jednej kompanii i rozpoczął z nimi treningi. Większość żołnierzy tej jednostki pochodziła z okolic Siedlec. Piętnaście z osiemnastu kompanii sformowanych w stacjonującym w latach 1919–20 w Siedlcach batalionie zapasowym trafiło w kolejnych miesiącach do 22. pp, a tylko trzy do pozostałych jednostek 9. Dywizji Piechoty. Niektórzy regionaliści twierdzą, że drużyna piłkarska powstała w 22. pp jeszcze wcześniej, a pierwszy mecz rozegrała w 1920 r. z drużyną 34. pp z Białej Podlaskiej, jednak dotychczas nie odnaleziono wiarygodnych źródeł tej informacji.
Na początku 1923 r. WKS 22. pp jako pierwszy klub z Siedlec przystąpił do Warszawskiego Okręgowego Związku Piłki Nożnej. WOZPN zrzeszał wówczas 27 klubów, poza stołecznymi były w nim drużyny tylko z Siedlec, Radomia i Modlina. Piłkarze WKS 22. pp grali w tzw. grupie rezerw B klasy.
Od wiosny 1928 r., po reorganizacji przeprowadzonej przez PZPN, drużyny piłkarskie z Siedlec uczestniczyły w rozgrywkach prowadzonych przez Lubelski OZPN. Już jesienią tego roku WKS 22. pp Siedlce jako mistrz okręgu lubelskiego po raz pierwszy walczył, choć bez powodzenia, o awans do Ligi Polskiej. Rok później A klasę wygrali piłkarze WKS 9. pac, ale im też się nie powiodło w eliminacjach. Starania o awans siedleckich piłkarzy zakończyły się sukcesem jesienią 1931 r. gdy WKS 22. pp wygrał grupę eliminacyjną, w półfinale wyeliminował WKS 82. pp Brześć, a w finale eliminacji Naprzód Lipiny.

### Lata 30.
Od awansu do ówczesnej ekstraklasy w Siedlcach wzrosła frekwencja
widzów na meczach. Spotkaniami z czołowymi drużynami żyło całe miasto, wiele meczów oglądało od 2 do 3 tys. kibiców. Twórcą sukcesów piłkarzy był dowódca 22 pułku płk Kazimierz Hozer, miłośnik piłki nożnej i legionista – ulubieniec Marszałka Józefa Piłsudskiego. Płk Hozer cieszył się występami swoich podwładnych w Lidze Polskiej tylko przez kilka miesięcy, zmarł 9 czerwca 1932 r. w Warszawie, na skutek obrażeń po upadku z konia podczas ćwiczeń wojskowych przeprowadzonych kilka dni wcześniej pod Siedlcami.

Dziesięć dni po śmierci płk Kazimierza Hozera, 19 czerwca 1932 r. do Siedlec przyjechała jedenastka Rapidu Wiedeń. Tuż po rozpoczęciu meczu, po pierwszym kopnięciu piłki, grę przerwano na dwie minuty i ponad 1500 widzów zgromadzonych na dywizyjnym stadionie uczciło pamięć twórcy ligowej drużyny. Utytułowana jedenastka austriackiej ligi okazała się dla WKS 22. pp zbyt mocnym rywalem. Siedlczanie przegrali z Rapidem 1:6, chociaż początek spotkania był wyrównany. Już w 3. minucie goście z Austrii objęli prowadzenie, ale w 12. minucie po efektownym rajdzie Świętosławskiego z minięciem dwóch piłkarzy i dośrodkowaniem, Sadalski pięknym strzałem głową pokonał bramkarza Rapidu. W tym momencie w Siedlcach był sensacyjny remis 1:1, ale potem przewaga wiedeńskiej jedenastki była bardzo wyraźna, Koszowski jeszcze pięć razy wyjmował piłkę z bramki.

Autorzy wielu publikacji o historii Siedlec przyjmują, że mecz ten był pierwszym spotkaniem siedleckiej drużyny z zagranicznym rywalem. Jednak trzy lata wcześniej, 14 lipca 1929 r. gościł w Siedlcach obywający tournée po Polsce I-ligowy Hakoah Wiedeń, były mistrz Austrii. W meczu na dywizyjnym stadionie w obecności ponad dwóch tysięcy widzów reprezentacja Siedlec złożona z piłkarzy WKS 22. pp i WKS 9. pac przegrała z wiedeńczykami 0:2. W reprezentacji Siedlec wystąpili: Luberda – Kasprzak, Żybura, Witwicki, Kotkowski, Cegłowski, Górski, Mikołajewski, Nowak, Polak i Orth.

W 1933 r. o awans do Ligi jako mistrz lubelskiej A klasy ubiegał się także KS Strzelec Siedlce, który po dwóch meczach został wycofany z eliminacji z powodu reorganizacji siedleckich klubów. Doszło do niej po decyzji dowódcy dywizyjnej piechoty płk. Stanisława Świtalskiego, który w liście skierowanym 23 czerwca 1933 r. do płk. Mariana Prosołowicza, dowódcy 22. pp, polecił rozwiązanie pułkowej drużyny piłkarskiej grającej w Lidze Polskiej oraz przekazanie sprzętu do KS Strzelec Siedlce. Płk Świtalski, znany z niechęci do piłkarzy WKS 22. pp, którzy w 1931 r. wyeliminowali jego podwładnych z WKS 82. pp Brześć w walce o Ligę, wprowadził m.in. zakaz gry podoficerom i oficerom zawodowym w ligowej drużynie, a szeregowcom cofnął ulgi w ćwiczeniach. Pretekstem do tej decyzji był incydent na rozegranym 11 czerwca 1933 r. w Krakowie meczu Wisła – Cracovia, po którym w krakowskim garnizonie wprowadzono zakaz gry wojskowych w cywilnych klubach. Miesiąc później podobny zakaz wprowadzono także we Lwowie. W jednej z gazet sportowych ukazał się wtedy artykuł „Po Krakowie i Siedlcach – Lwów”, w którym alarmowano „o ruchu anty piłkarskim w armii” i apelowano o rozwiązanie tej sprawy centralnie.

Dotychczas przyjmuje się, że KS Strzelec przejął wojskowych piłkarzy z rozwiązanego WKS 22. pp. Było inaczej, to Strzelca rozwiązano, a WKS 22. pp – aby drużyna zachowała miejsce w ekstraklasie – 5 sierpnia 1933 r. przekształcono z wojskowego w cywilny klub zmieniając jego nazwę. 20 sierpnia 1933 r. siedlczanie zagrali z Wartą Poznań po raz pierwszy jako KS 22 Strzelec im. płk. Kazimierza Hozera.

W poważne tarapaty finansowe i organizacyjne KS 22 Strzelec popadł dopiero w 1934 r. Pozbawiony opieki wojska klub przez pół roku nie miał zarządu, osłabiana wyjazdami kolejnych piłkarzy drużyna grała coraz gorzej. Z powodu zalegania ze składkami na rzecz Ligi klubowi odebrano dwa punkty za zremisowane mecze, co zepchnęło zespół na koniec tabeli. Zarząd Strzelca wyłożył 100 zł kaucji i odwołał się do referendum klubów Ligi, jednak potem wycofał odwołanie oraz drużynę z rozgrywek, oddając osiem meczów walkowerem.

Trzyletnia gra siedlczan w ekstraklasie na trwałe wpisała się w sportową historię miasta oraz rozgrywek ligowych w Polsce. Do 2009 r. w najwyższej klasie rozgrywkowej grało tylko 78 klubów. Klub z Siedlec zajmuje w tabeli wszech czasów ekstraklasy 68. miejsce (14 zwycięstw, 8 remisów, 42 porażki).

Klub Sportowy Związku Strzeleckiego Siedlce powstał 25 kwietnia 1936 r. Z tego okresu pochodzi informacja o walnym zebraniu, wybraniu władz KS ZS oraz wyznaczeniu kierowników sekcji. Należy przyjąć, że jego poprzednikami były KS Strzelec (1921-1933) i WKS 22. pp (1921-1933) oraz po reorganizacji KS 22 Strzelec im. płk. Kazimierza Hozera (1933-1936). Prezesem utworzonego w 1936 r. KS Związku Strzeleckiego został Eustachy Czechowicz, który w latach 1931–33 był członkiem zarządu KS Strzelec, a w latach 1934–36 wiceprezesem KS 22 Strzelec im. płk. Kazimierza Hozera. Na kierownika sekcji piłki nożnej w KS ZS wybrany został Franciszek Paterek, który wcześniej był kierownikiem ligowej drużyny w WKS 22. pp oraz w KS 22 Strzelec im. płk. Kazimierza Hozera.

W czasie II wojny światowej wielu piłkarzy uczestniczyło w konspiracyjnych meczach organizowanych w Siedlcach i okolicach.

Siedlce zostały wyzwolone spod okupacji hitlerowskiej 31 lipca 1944 r. Zaraz potem miejscowa młodzież znowu legalnie zaczęła grać w piłkę. Jeszcze jesienią 1944 r. reprezentacja Siedlec rozegrała spotkanie z reprezentacją warszawskiej Pragi. Mecz ten odbył się po 10 października, gdy przed przygotowywaną ofensywą na Warszawę ewakuowano do Siedlec i okolic około 10 tysięcy mieszkańców prawobrzeżnej Pragi, wśród których byli piłkarze przedwojennych stołecznych drużyn.

### Lata 40.
Regionalni historycy mecz z Pragą zgodnie uznają za moment powstania Klubu Sportowego Ognisko, bowiem większość piłkarzy z reprezentacji Siedlec zasiliła ten właśnie klub. Historycy dotarli do informacji, że zebranie założycielskie siedleckiego klubu odbyło się 1 kwietnia 1945 roku, gdyż 2 kwietnia KS Ognisko rozegrało u siebie mecz z Okęciem Warszawa.
Ówczesna siedlecka drużyna składała się z zawodników, którzy przed wojną reprezentowali: KS Strzelec, WKS 22. pp, KS 22 Strzelec im. płk. Kazimierza Hozera i KS Związku Strzeleckiego, byli to m.in. Polak, bracia Lewoccy, Major, Skrzypkowski, Kowalczyk, Mazur, Pogonowski.
Nazwa klubu została przejęta od istniejącej w latach 1931–1939 drużyny piłkarskiej Kolejowego Przysposobienia Wojskowego Ognisko, gdyż współinicjatorami założenia klubu byli pracownicy węzła kolejowego, należący do Związku Zawodowego Kolejarzy.
W 1945 reaktywowano podokręg rozgrywkowy. Rozgrywki A klasy rozpoczęły się pod koniec czerwca, a pierwsze mecze w Siedlcach odbyły się 15 lipca. Oprócz KS Ognisko, w rozgrywkach tych brały udział: WKS Siedlce, KS MO Siedlce, KS OM TUR Siedlce, Orlęta Radzyń Podl., Atak Sokołów Podl., Orlęta Łuków i Lot Biała Podlaska. Pierwszym mistrzem A klasy w podokręgu podlaskim został WKS Siedlce, wyprzedzając Ognisko Siedlce.

Afisz meczu Skra Częstochowa - Ognisko Siedlce, 29.06.1947 r.

Po debiucie w polskich rozgrywkach piłkarskich i zajęcia 2 miejsca w A klasie, drużyna KS Ognisko Siedlce w 1946 roku wywalczyła mistrzostwo podokręgu, co dało im prawo do uczestniczenia w rozgrywkach Pucharu Polski. Siedlczanie odpadli w II rundzie przegrywając z Polonią Warszawa. W 1947 roku Ognisko bez powodzenia brało udział w eliminacjach do Klasy Państwowej (I liga), zajmując w jednej z trzech grup ósme miejsce. W 1948 roku zagrało w eliminacjach do II ligi, awansując z trzeciego miejsca w grupie. Występów w 1949 roku w II lidze drużyna Ogniska Siedlce nie może zaliczyć do udanych, gdyż zajmując 10 miejsce została zdegradowana.
W wyniku reform państwowych z 1948 roku dotyczących zarządzania sportem KS Ognisko został włączony do Zrzeszenia Sportowego Kolejarz, nadzorowanego przez centralę Związku Zawodowego Kolejarzy. Zmiana nazwy klubu nastąpiła najpóźniej wiosną 1950 roku, piłkarze od 9 lipca walczyli o II ligę już jako ZZK Kolejarz.

### Lata 50. i 60.
W marcu 1951 sekcje piłki nożnej Stołecznego KKF i Warszawskiego KKF utworzyły na trzecim poziomie piłkarskich rozgrywek dwie odrębne klasy wydzielone. W warszawskiej obejmującej całe województwo grały: Kolejarz Siedlce, Gwardia Siedlce, Unia Siedlce, KS Dęblin, Włókniarz Żyrardów, Kolejarz Pruszków, Włókniarz Milanówek i Spójnia Błonie. W pierwszym sezonie w nowo utworzonych rozgrywkach Kolejarz Siedlce zajął szóste miejsce. Inne siedleckie drużyny nie miały tyle szczęścia. Zdegradowane zostały: siódma Unia i ósma Gwardia.
W 1952 roku los Unii i Gwardii podzielił również Kolejarz Siedlce, spadając do A klasy, ale ze względu na awanturę na siedleckim stadionie po ostatnim meczu z Kolejarzem Otwock, został karnie przesunięty do B klasy.
Na podstawie uchwały prezydium GKKF z 1 grudnia 1952 roku, między 1 grudnia a 15 stycznia 1953 roku w Siedlcach przy Rzemieślniczej Spółdzielni Pracy Przodownik założono Koło Sportowe Start-Podlasie. Nowy klub z kilkoma sekcjami uzyskał pomoc finansową z ZS Start, miał liczne grono działaczy. Dlatego w następnych latach zawodnicy z biedniejącego Kolejarza stopniowo odchodzili do Podlasia.
Przejęcie po 1949 roku sportu przez upolitycznioną administrację oraz próba aktywizowania społeczeństwa do uprawiania sportu politycznymi i administracyjnymi metodami wyraźnie nie powiodła się, a jednym z przykładów upadku amatorskiego sportu na początku lat 50. są również Siedlce. Działalność w wielu siedleckich kołach stopniowo zamarła, istniała bardziej na papierze niż w praktyce, młodzież nie miała ochoty startować w zawodach traktowanych jako propagandowe imprezy. Kolejno zamierała działalność w sztucznie powołanych kilka lat wcześniej kołach o nazwach Unia, Ogniwo, Spójnia. Zaginął także słuch o Gwardii. Na początku 1955 roku w Siedlcach istniały zaledwie trzy koła sportowe: Kolejarz przy PKP, Start-Podlasie przy spółdzielniach pracy oraz zakładowe przy PKS.
Odwrót od radzieckiego systemu sportu preferującego piony i zrzeszenia oraz powrót do samodzielnych organizacyjnie klubów i związków sportowych rozpoczął się wraz z polityczną odwilżą. 1 marca 1955 roku przewodniczący GKKF wydał zarządzenie umożliwiające przyjmowanie odrębnych nazw. Zdecydowana większość klubów powróciła szybko do tradycyjnych lub przybrała zupełnie nowe.
Procesy te nie ominęły Siedlec. Latem 1955 roku Kolejarz wchłonął Koło Sportowe przy PKS, a w grudniu 1955 r. zmienił nazwę na KS Pogoń. Pod koniec 1955 roku w Siedlcach istniały tylko dwa kluby: Pogoń i Podlasie, w których sport uprawiało 420 osób.
Na początku 1957 roku z inicjatywy zarządów Pogoni i Podlasia, przy akceptacji władz Siedlec oraz Rady Głównej ZSSP Start, w sali konferencyjnej KM PZPR zwołano walne zebranie członków obu klubów. Podjęto na nim decyzję o połączeniu i utworzeniu nowego Klubu Sportowego Start-Pogoń Siedlce (w części archiwalnych dokumentów z lat 70. występuje nazwa Klub Sportowy Spółdzielczości Pracy Start-Pogoń), przynależnego organizacyjnie do ZSSP Start. Klub miał centralnego patrona, ale piłkarze aż do wiosny 1973 roku grali w niższych klasach okręgu warszawskiego, które były czwartym, piątym i szóstym szczeblem rozgrywek.

### Lata 70.
Pod koniec lat 60., naciskane przez Start-Pogoń władze miasta przy współpracy z ZSSP Start zdecydowały się na inwestycyjny skok. Powstały plany budowy w Siedlcach hali sportowej, odkrytego sztucznego lodowiska, przebudowy stadionu przy Prusa i remontu stadionu przy ul. Wojskowej, które zrealizowano do 1975 roku.
W piłkarskiej sekcji Pogoni nastąpił przełom. W klubie pracę podjął warszawski szkoleniowiec Aleksander Czyżewski, który wyciągnął drużynę z B-klasowej otchłani. W czerwcu 1973 roku piłkarze awansowali do klasy okręgowej, będącej trzecim szczeblem.
Dwa lata później, w 1975 roku, po utworzeniu województwa siedleckiego, klub wzmocniono organizacyjnie i finansowo. W 1976 roku trenowani przez Henryka Apostela piłkarze Pogoni zajęli pierwsze miejsce w klasie okręgowej i uczestniczyli w barażach o wejście do II ligi, a od następnego sezonu występowali w utworzonej lidze międzywojewódzkiej. Najwybitniejszym piłkarzem tego okresu był Jerzy Krzyżanowski, który na początku lat. 80 wywalczył w barwach Lecha Poznań dwa razy tytuł mistrza Polski. W tym okresie postępy poczyniły inne sekcje, w finansowanie klubu angażowały się siedleckie zakłady pracy spoza spółdzielczości. Była to jedna z przyczyn kolejnej zmiany nazwy, dokonanej 14 grudnia 1979 roku na walnym zebraniu członków klubu. Przyjęto na nim nazwę Międzyzakładowy Klub Sportowy Start-Pogoń Siedlce.

### Lata 80.
Mimo trudnej sytuacji finansowej w latach 80., kiedy ze wspierania sekcji rezygnowały zakłady pracy, piłkarze MZKS Start-Pogoń grali w III lidze bądź w niższej klasie okręgowej oraz odnosili sukcesy w rozgrywkach o Puchar Polski. W sezonie 1987/88 zespół Pogoni prowadzony przez trenera Lecha Poducha wyeliminował mające I-ligowy staż drużyny Motoru Lublin i Polonii Bytom. Odpadł dopiero w ćwierćfinale PP, po porażkach z Legią Warszawa. W 1988 roku juniorzy szkoleni przez trenera Jana Niedźwieckiego zajęli czwarte miejsce w Mistrzostwach Polski do lat 19.

### Lata 90.
W 1991 roku drużyna piłkarska MKS Pogoń prowadzona przez Lecha Poducha awansowała do III ligi. W 1996 roku seniorzy dotarli do trzeciej rundy rozgrywek o Puchar Polski, natomiast juniorzy (trener Józef Topczewski) wywalczyli czwarte miejsce w mistrzostwach Polski do lat 17. Bramkarzem w zespole juniorów był Artur Boruc, który po dwóch latach gry w siedleckiej drużynie seniorów, latem 1999 roku odszedł do Legii Warszawa i wywalczył ze stołeczną drużyną tytuł mistrza Polski. Od 2005 do 2010 roku Boruc występował w Celtic Glasgow, ze szkockim klubem grał w Lidze Mistrzów, a jako bramkarz reprezentacji był najlepszym zawodnikiem w polskiej drużynie na Mistrzostwach Świata w 2006 r. i na Mistrzostwach Europy w 2008 r. Ponadto w reprezentacji Polski seniorów grali dwaj inni wychowankowie Pogoni, w 2005 roku debiutował w niej Konrad Gołoś, a w 2010 roku Jacek Kiełb.
Dobra passa Pogoni w III lidze zakończyła się w 1997 roku degradacją seniorów do IV ligi. Sukcesami w późniejszych latach było tylko wejście w 2000 roku do 1/16 Pucharu Polski i zdobycie w 2003 roku Pucharu Mazowieckiego ZPN.

### I dekada XXI wieku
W połowie pierwszej dekady XXI wieku klub znowu pogrążył się w kryzysie, trzy razy zmieniano prezesa, a to nie pozostało bez wpływu na wyniki drużyny seniorów.
W sezonie 2005/06 drużyna MKS Pogoń występowała w rozgrywkach IV ligi. Zajęła w nich 14 miejsce i w związku z tym spadła do Mazowieckiej Ligi Seniorów, będącej piątym szczeblem rozgrywek. Konsekwencją organizacyjnego niedowładu było odebranie MKS Pogoń w 2007 roku przez samorząd miasta dzierżawionych obiektów sportowych, które przejął utworzony Ośrodek Sportu i Rekreacji oraz długotrwały konflikt pomiędzy działaczami z sekcji piłki nożnej i rugby.
W sezonie 2007/2008 MKS zajęła I miejsce w północnej grupie Mazowieckiej Ligi Seniorów, premiowane grą w barażach o nową III ligę (siedlecki zespół odpadł w pierwszej rundzie po przegranej 0-1 z Bronią Radom).
Do przełomu w kwestii przyszłości piłkarzy MKS Pogoń doszło latem 2008 roku. Pozostająca poza klubem grupa byłych działaczy i piłkarzy 10 lipca 2008 roku powołała nowe stowarzyszenie sportowe pod nazwą Miejski Klub Piłkarski Pogoń Siedlce. Jego prezesem został Waldemar Cieciera. Mediacja władz miasta sprawiła, że 22 lipca zarząd Miejskiego Klubu Sportowego Pogoń podjął decyzję o przekazaniu z dniem 1 sierpnia do nowego klubu wszystkich drużyn piłkarskich i kart zawodników. MKP Pogoń przejął również barwy, herb oraz tradycje historyczne wiodących sekcji piłkarskich w Siedlcach, od Strzelca do Pogoni. Zarząd utworzonego klubu rozpoczął porządkowanie spraw wewnątrz drużyny i pozyskał sponsora, którym została giełdowa spółka Polimex-Mostostal.

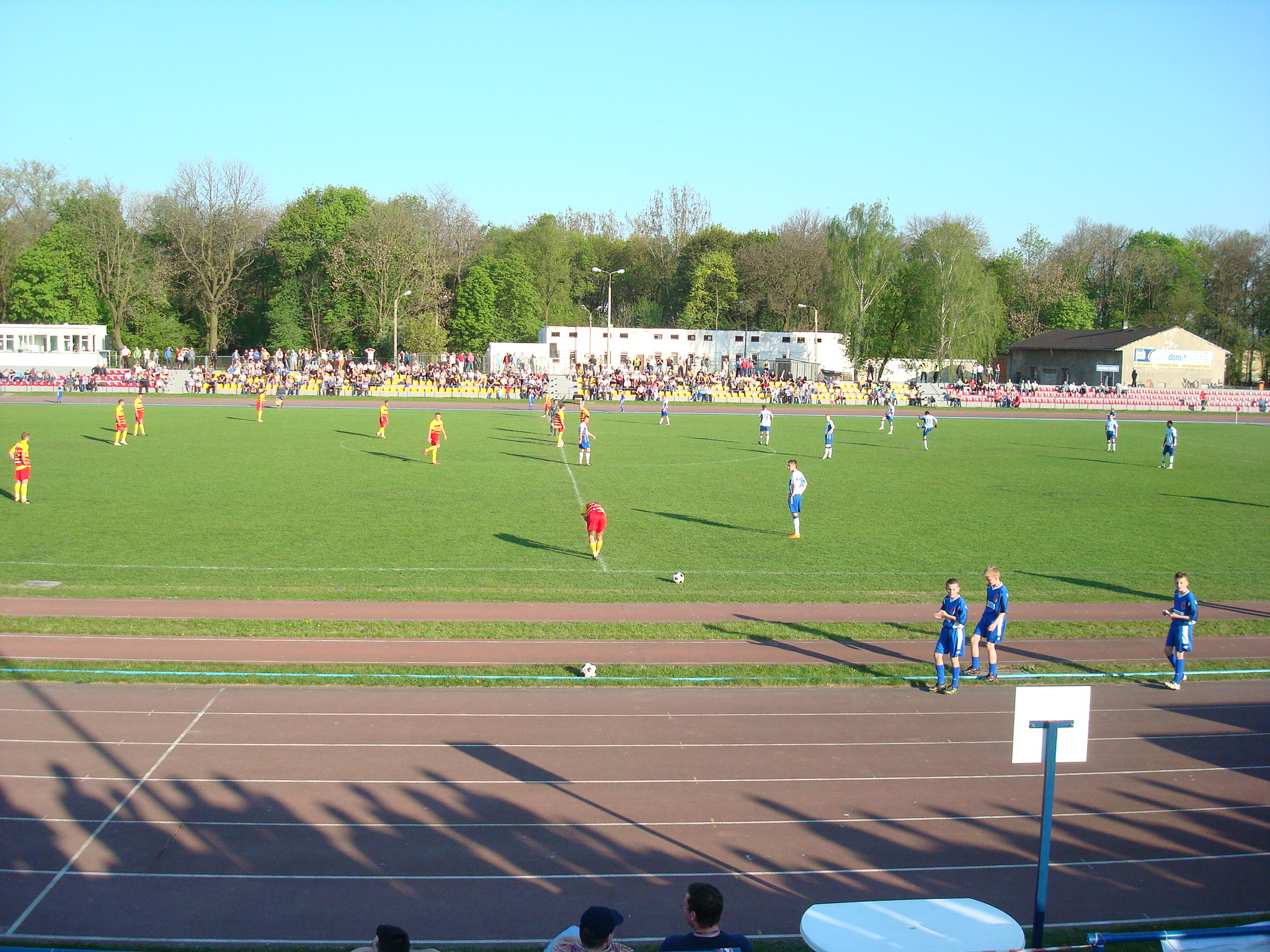
Mecz towarzyski: Pogoń Siedlce v Jagiellonia Białystok 0:2, bramki: 0:1 – Bruno [78], 0:2 – Tomasz Frankowski [90],
(28 kwietnia 2009)

W czerwcu 2009 roku piłkarze MKP Pogoń awansowali do III ligi (trenerzy Przemysław Anusiewicz/Andrzej Zarzycki). Drużyna, prowadzona przez trenera Jana Niedźwieckiego i asystenta Dariusza Blachę, zakończyła rundę jesienną na dziewiątym miejscu.

### II dekada XXI wieku
Od stycznia 2010 roku nastąpiła kolejna zmiana na stanowisku trenera pierwszego zespołu seniorów. Miejsce Jana Niedźwiedzkiego zajął trener z Warszawy Grzegorz Siedlecki, dla którego był to debiut w roli szkoleniowca seniorów. W klubie prace rozpoczął także Grzegorz Wędzyński w charakterze managera i Dyrektora Sportowego. Zespół pod wodzą Siedleckiego i Wędzyńskiego w rundzie wiosennej sezonu 2009/2010 spisywał się znakomicie zajmując na koniec rozgrywek wysokie 4 miejsce w tabeli, będąc obok Radomiaka Radom najlepszym zespołem wiosny. W czerwcu 2010 roku odbyło się Walne Zebranie Sprawozdawczo – Wyborcze, na którym wybrano nowe władze Klubu. Nowym Prezesem, w miejsce Waldemara Cieciery, został poseł RP Jacek Kozaczyński, Wiceprezesami Mirosław Pawłowski (Prezes Agencji Rozwoju Miasta Siedlce) oraz Władysław Surowiec (przedstawiciel sponsora strategicznego: Polimex-Mostostal). Członkiem Zarządu został dodatkowo Jan Niedziółka (Wiceprezes Zarządu Przedsiębiorstwa Wodociągów i Kanalizacji w Siedlcach).
Ponadto pod koniec roku 2009 władze miasta zakończyły kilkuletnie przygotowania do budowy nowoczesnego stadionu piłkarskiego, który powstał na Papieskich Błoniach. Agencja Rozwoju Miasta Sp. z o.o. jako inwestor uzyskała kredyt bankowy na inwestycję poręczony przez miasto, a w ogłoszonym przetargu na wykonawcę wybrała konsorcjum Polimex-Mostostal. Nowy stadion oraz dwie płyty treningowe powstały do końca marca 2011 roku.
W sezonie 2010/2011 drużyna z Siedlec po dobrej grze w rundzie jesiennej zajęła pierwsze miejsce w III lidze z przewagą 3 pkt nad kolejną drużyną i znacząco przybliżyła się do awansu do II ligi. Runda wiosenna nie była najłatwiejsza dla graczy Pogoni. Wszystkie drużyny mobilizowały się na grę z liderem i siedlczanom nie było łatwo wygrywać mecz za meczem. Lepsze wyniki przeplatali słabszymi. „Pogoniści” potrafili wygrać z drużynami z czołówki jak Radomiak, Broń, Mazur czy Kutno, ale tracili pkt w meczach ze słabszymi zespołami. Pogoń toczyła zacięty bój o awans z Bronią Radom, ale ostatecznie na kolejkę przed końcem rozgrywek zapewniła sobie awans do II ligi. W przedostatniej kolejce siedlecka drużyna w meczu otwarcia nowego stadionu, podejmowała drużynę walczącą przed spadkiem – Wartę Sieradz. Pogoń do 87. minuty przegrywała 0:2, lecz wyrównała i przy porażce Broni z Legionovią uzyskała awans. Spotkanie to oglądało 3500 widzów.
W przerwie letniej Pogoń sprowadziła do klubu kilku zawodników i zespół z Siedlec w dobrym stylu rozpoczął nowy sezon. Jako beniaminek sprawił sensację wygrywając m.in. 3:0 z OKS-em Olsztyn czy 2:0 ze Stalą Rzeszów, które zajęły w poprzednim sezonie odpowiednio 5. i 8. miejsce w tabeli, i tym razem chciały walczyć o awans.
Niestety debiut Pogoni nie był idealny i mimo kilku dobrych spotkań jak wygrana 4:1 z Wisłą Puławy „biało-niebieskim” zdarzały się też słabsze spotkania, jak przegrane 0:3 ze Świtem i Stalą oraz remis 3:3 z Motorem(mimo prowadzenia 3:0). Nowy siedlecki stadion przyciągał sporą liczbę osób jak na ten poziom rozgrywek – regularnie mecze Pogoni oglądało ok. 2000 kibiców, dzięki czemu siedlecka drużyna miała najlepszą frekwencję w całej II lidze, a także 26 miejsce w kraju wyprzedzając m.in. ekstraklasowy GKS Bełchatów. Jednak niezbyt udane występy były powodem zwolnienia trenera Grzegorza Wędzyńskiego, a w jego miejsce zatrudnienia Piotra Szczechowicza. Po okresie przygotowawczym w którym pozyskano kilku nowych zawodników, Pogoń w roli gospodarza zainaugurowała rundę w meczu z Garbarnią Kraków. Podczas tego spotkania(zremisowanego 0:0) zaprezentowano klubową maskotkę, na którą wybrano lwa ubranego w barwy siedleckiego klubu. Runda wiosenna nie przyciągnęła na stadion tak wielkiej ilości kibiców jak jesienią. Oprócz nie najlepszej gry zespołu powodem takiego stanu były terminy spotkań. Z 6 meczów domowych tylko 3 rozegrano w sobotę, a pozostałe w środę. Drużyna Pogoni w wiosennych spotkaniach była nieskuteczna, słabo prezentowała się u siebie, lecz mimo wszystko zakończyła sezon wygraną z Wigrami Suwałki 3:1 i uplasowała się na 9 pozycji. Jak na beniaminka rozgrywek był to wynik zadowalający. 28 maja 2012 roku odbyło się Walne Zebranie Sprawozdawczo-Wyborcze Członków Klubu. Podczas zebrania dokonano oceny działalności klubu i dokonano wyboru nowych władz. Warta odnotowania jest także znakomita postawa zespołu rezerw Pogoni Siedlce, które w kilka sezonów awansowały z klasy B do IV ligi mazowieckiej. Dzięki temu młodzi zawodnicy Pogoni mogą się ogrywać na wyższym szczeblu rozgrywek.
Sezon 2012/2013 Pogoń rozpoczęła w kiepskim stylu. W siedmiu spotkaniach zdobyła tylko 5 punktów i zajmowała przedostatnie miejsce w lidze. Dopiero w kolejnych meczach zaczęła gromadzić punkty i piąć się w górę. Mimo tego, że gra siedleckiej drużyny nie była wielkim widowiskiem to jednak Pogoń bezpiecznie umiejscowiła się w środku tabeli co dało klubowi bezpieczne utrzymanie. Był to drugi sezon na tym szczeblu rozgrywek po awansie klubu z III ligi. Drużyna nie aspirowała do kolejnego awansu a jej celem było utrzymanie na kolejny sezon II ligi w Siedlcach i ogrywanie się w tej klasie rozgrywkowej. Cel został osiągnięty.
Do nowego sezonu piłkarze siedleckiego klubu przygotowywali się pod wodzą nowego trenera. Piotra Szczechowicza zastąpił Rafał Wójcik. Zmiany nastąpiły także wśród kadry zespołu. Odeszło kilku graczy, a w ich miejsce zostali sprowadzeni nowi zawodnicy. Celem minimum na sezon 2013/2014 było utrzymanie się w lidze co w wyniku wejścia w życie reformy rozgrywek oznaczało zajęcie przynajmniej 8 pozycji. W klubie mówiło się także o próbie walki o awans do I ligi. Runda jesienna w wykonaniu Pogoni była udana. Po 4. kolejce doszło do kolejnej zmiany na stanowisku trenera zespołu. Rafała Wójcika zastąpił wychowanek klubu – Daniel Purzycki.
Był to strzał w dziesiątkę. Zespół pod wodzą nowego trenera spisywał się znakomicie i po rundzie jesiennej przodował ligowej tabeli. Runda wiosenna była trudniejsza dla biało-niebieskich jednak udało się awansować do I ligi, a decydujące starcie odbyło się 1 czerwca na siedleckim stadionie pomiędzy liderem rozgrywek – Pogonią a wiceliderem – Siarką Tarnobrzeg. Pogoń przegrywała do przerwy 0:1 jednak dobra gra w drugiej części spotkania i doping kibiców sprawiły, że piłkarze odrobili stratę i ostatecznie zwyciężyli to spotkanie w stosunku 3:1 ku uciesze licznie zgromadzonych kibiców. Mecz ten oglądało 3000 widzów.
Pierwszy po wielu latach sezon w I lidze piłkarze Pogoni rozpoczęli świetnie bo od wysokiego zwycięstwa w pierwszej kolejce na własnym stadionie. Biało-niebiescy pokonali wtedy 4:1 Chojniczankę Chojnice. Początkowo drużyna z Siedlec całkiem dobrze spisywała się jak na beniaminka. Nie przegrywając żadnego meczu utrzymywała się w górnej połowie tabeli. Niestety wraz z pierwszą porażką zaczęły się kolejne. Zespół radził sobie coraz gorzej, a wliczając do tego kontuzje, które dotknęły kluczowych zawodników Pogoń zaczęła spadać na dalsze miejsca w ligowej tabeli. Rundę jesienną biało-niebiescy zakończyli na przedostatnim miejscu jednak warte odnotowania jest wysokie zwycięstwo z Widzewem Łódź, które oglądał na siedleckim stadion komplet publiczności. Przed ostatnim meczem rundy jesiennej Zarząd MKP Pogoń Siedlce zwolnił ze stanowiska trenera I drużyny Daniela Purzyckiego. Powodem rozstania ze szkoleniowcem były słabe wyniki zespołu i atmosfera w drużynie. Pogoń w ostatnim meczu jesieni poprowadził asystent trenera – Bartosz Tarachulski. W przerwie zimowej Klub zatrudnił na stanowisko szkoleniowca I drużyny – Carlosa Alosa Ferrera – hiszpańskiego trenera będącego wcześniej m.in. dyrektorem sportowym szkółek piłkarskich klubu FC Barcelona. Pogoń rozstała się z kilkoma zawodnikami, a w ich miejsce zatrudniono nowych graczy, m.in. zawodników z Hiszpanii i Argentyny.
Sezon 2021/22 Pogoń Siedlce zaczęła od licznych zmian w kadrze. Drużyna rozpoczęła rozgrywki pod opieką Bartosza Tarachulskiego. Zespół charakteryzował się jednak nierówną formą. Po dwóch porażkach z rzędu - 1:2 z Pogonią Grodzisk Mazowiecki oraz 3:0 z MKS Chojniczanką Chojnice, Bartosz Tarachulski został odsunięty od prowadzenia zajęć z pierwszym zespołem. 28 września 2021, zespół objął Damian Guzek, który dotychczas prowadził drużynę rezerw.
Październik 2022 roku był trudnym momentem w historii klubu. Widmo zaległości finansowych z poprzednich lat i niegospodarności zarządu klubu, doprowadziły do zmian w strukturach klubu. Wybrano nowy zarząd, którego prezesem został Łukasz Jarkowski, wiceprezesem Piotr Woźnica, zaś członkiem zarządu Michał Osiej. Wkrótce do tego grona dołączył także Robert Wicenciak. Klub przeprowadził szereg akcji mających na celu pomoc finansową w przetrwaniu Pogoni Siedlce, w tym zrzutkę na zebranie niezbędnych środków finansowych, w którą zaangażowali się między innymi wychowanek klubu Artur Boruc, oraz pochodzący z Siedlec znany aktor Marcin Mroczek. W wyniku oszczędności, zmian organizacyjnych i wprowadzenia nowej polityki finansowej, udało się uratować klub przed bankructwem.
Przed sezonem 2022/23 Pogoń Siedlce zaczęła wychodzić z trudnej sytuacji finansowej. Sponsorem strategicznym klubu pozostała siedlecka firma Strus Development, a sponsorem głównym została Grupa Kapitałowa Polimex Mostostal, której logo znalazło się na nowych strojach meczowych zawodników pierwszego zespołu, o czym podczas gali sponsorskiej poinformował prezes Łukasz Jarkowski. Z kolei projekt Mobilnej Akademii Pogoni Siedlce, swoim patronatem objęła Energa Grupa ORLEN.
25 października 2022 trenerem Pogoni został Marek Saganowski. W tym samym czasie nastąpiły zmiany z strukturze władz klubu, Na stanowisku prezesa pozostał Łukasz Jarkowski, do dotychczas pełniącego funkcję wiceprezesa Piotra Woźnicy, dołączył Kamil Otton. Skarbnikiem zarządu został mianowany Robert Wicenciak, a funkcje członków zarządu objęło dwóch przedsiębiorców - Adam Sabiniak i Marcin Walczuk.
Na dwie kolejki przed zakończeniem udanego sezonu w którym Pogoń dotarła do ćwierćfinału Fortuna Pucharu Polski oraz zajęła miejsce w połowie tabeli, Marek Saganowski otrzymał ofertę przejęcia występującej w Ekstraklasie Wisły Płock. Na ostatnie mecze ligowe, obowiązki pierwszego trenera Pogoni przejął dotychczasowy asystent - Maciej Soroka. 
13 czerwca 2023 roku klub ogłosił nominację Marka Brzozowskiego na funkcję pierwszego trenera, 1 października 2024 zastąpił go Adam Nocoń. 
Historia Pogoni Siedlce na podstawie oficjalnej strony klubu.

## Skład w sezonie 2024/2025
| Nr | Poz. | Piłkarz                                  |
| -- | ---- | ---------------------------------------- |
| 1  | BR   | Krzysztof Popiołek                       |
| 2  | OB   | Krystian Miś                             |
| 4  | PO   | Miłosz Drąg                              |
| 5  | OB   | Damian Jakubik (wyp. z Radomiaka Radom)  |
| 6  | OB   | Marcin Flis                              |
| 7  | PO   | Damian Szuprytowski                      |
| 8  | PO   | Jakub Sinior                             |
| 10 | PO   | Piotr Pyrdoł                             |
| 11 | NA   | Mateusz Majewski                         |
| 12 | PO   | Titas Milašius                           |
| 13 | NA   | Karol Podliński                          |
| 14 | OB   | Dawid Burka                              |
| 17 | OB   | Przemysław Misiak (wyp. z Wisły Płock)   |
| 19 | PO   | Nikodem Zielonka (wyp. z Górnika Zabrze) |
| 20 | PO   | Cezary Bujalski                          |

| Nr | Poz. | Piłkarz                                           |
| -- | ---- | ------------------------------------------------- |
| 21 | PO   | Maciej Famulak (wyp. z Wisły Płock)               |
| 23 | BR   | Mateusz Pruchniewski (wyp. z Lecha Poznań)        |
| 25 | PO   | Krystian Gryglak                                  |
| 28 | PO   | Bartosz Borkowski                                 |
| 31 | OB   | Ernest Dzięcioł                                   |
| 39 | PO   | Marcel Bykowski (wyp. z Kotwicy Kołobrzeg)        |
| 43 | PO   | Lukáš Hrnčiar                                     |
| 55 | OB   | Cássio                                            |
| 56 | NA   | Cezary Demianiuk                                  |
| 57 | BR   | Jakub Lemanowicz (wyp. z Polonii Warszawa)        |
| 71 | PO   | Krzysztof Danielewicz                             |
| 77 | PO   | Daniel Pik                                        |
| 95 | BR   | Eric Topór (wyp. z Bruk-Betu Termaliki Nieciecza) |
| 99 | PO   | Bartosz Wicenciak                                 |

### Piłkarza na wypożyczeniu
| Nr | Poz. | Piłkarz                                             |
| -- | ---- | --------------------------------------------------- |
| 3  | OB   | Robert Majewski (wypożyczony do Skry Częstochowa)   |
| 9  | NA   | Jakub Lutostański (wypożyczony do Wigier Suwałki)   |
| 21 | PO   | Kacper Bogusiewicz (wypożyczony do Wdy Świecie)     |
| 26 | OB   | Jakub Okusami (wypożyczony do Skry Częstochowa)     |
| 29 | NA   | Danny Babor (wypożyczony do Wisły Puławy)           |
| 70 | BR   | Patryk Szatkowski (wypożyczony do Narwii Ostrołęka) |

## Bilans ligowy
Źródła:
| Sezon     | Liga                                             | Poziom ligowy | Pozycja w tabeli | Uwagi |
| --------- | ------------------------------------------------ | ------------- | ---------------- | --- |
| 1946      | Klasa A, gr. Siedlce                             | II            | 1/?              | ; pod nazwą Ognisko Siedlce                                                                                  |
| 1946      | Mistrzostwa Polski                               | brak          | 1/8 finału       | ; pod nazwą Ognisko Siedlce                                                                                  |
| 1947      | Mistrzostwa Polski                               | brak          | 8/9              | ; pod nazwą Ognisko Siedlce                                                                                  |
| 1947/1948 | Klasa A, gr. Siedlce                             | II            | 1/?              | ; pod nazwą Ognisko Siedlce                                                                                  |
| 1949      | II liga, gr. północna                            | II            | 10/10            | pod nazwą Ognisko Siedlce; spadek                                                                            |
| 1949/1950 | Klasa A, gr. Siedlce                             | III           | 1/?              | ; pod nazwą Kolejarz Siedlce                                                                                 |
| 1950/1951 | Klasa A, gr. Warszawa                            | III           | 4/?              | pod nazwą Kolejarz Siedlce, rozgrywki anulowane, nieudana próba przejścia na system jesień-wiosna            |
| 1951      | Wojewódzka klasa wydzielona WKKF Warszawa        | III           | 6/8              | pod nazwą Kolejarz Siedlce                                                                                   |
| 1952      | Klasa I woj. warszawskiego WKKF                  | III           | 3/6              | pod nazwą Kolejarz Siedlce; spadek , karna degradacja                                                        |
| 1953      | B klasa WKKF                                     | V             | 4/8              | pod nazwą Kolejarz Siedlce                                                                                   |
| 1954      | B klasa WKKF                                     | V             | 5/12             | pod nazwą Kolejarz Siedlce                                                                                   |
| 1955      | B klasa WKKF (gr. II)                            | V             | 2/12             | pod nazwą Kolejarz Siedlce; przegrany baraż o 1. miejsce w grupie; przegrany baraż o awans do A klasy; awans |
| 1956      | A klasa WKKF                                     | IV            | 9/14             | |
| 1957      | A klasa grupa wschodnia                          | IV            | 5/14             | |
| 1958      | A klasa grupa wschodnia                          | IV            | 12/14            | spadek |
| 1959      | B klasa grupa III                                | V             | 3/12             | |
| 1960      | B klasa                                          | V             | 6/14             | |
| 1960/1961 | B klasa grupa IV                                 | V             | 3/10             | |
| 1961/1962 | B klasa                                          | V             | 1/10             | awans |
| 1962/1963 | A klasa grupa I wschodnia                        | IV            | 9/15             | |
| 1963/1964 | A klasa grupa wschodnia                          | IV            | 5/14             | |
| 1964/1965 | A klasa grupa południowa                         | IV            | 12/12            | spadek |
| 1965/1966 | B klasa grupa III                                | V             | 4/14             | |
| 1966/1967 | B klasa grupa III                                | V             | 3/14             | |
| 1967/1968 | B klasa mińska podgrupa I                        | VI            | 1/10             | zwycięstwo w barażach o A klasę; awans                                                                       |
| 1968/1969 | A klasa grupa wschodnia                          | V             | 11/14            | spadek |
| 1969/1970 | B klasa podokręgu mińskiego                      | VI            | 7/10             | |
| 1970/1971 | B klasa siedlecka                                | VI            | 1/10             | awans |
| 1971/1972 | A klasa grupa wschodnia                          | V             | 7/12             | |
| 1972/1973 | A klasa grupa wschodnia                          | V             | 1/12             | awans |
| 1973/1974 | Liga wojewódzka, gr. Warszawa                    | III           | 10/16            | |
| 1974/1975 | Klasa wojewódzka, gr. warszawska (I)             | III           | 3/12             | pod nazwą Start-Pogoń Siedlce                                                                                |
| 1975/1976 | Klasa wojewódzka, gr. warszawska (II)            | III           | 1/14             | [ g ] |
| 1976/1977 | III liga, gr. III                                | III           | 11/14            | spadek |
| 1977/1978 | A klasa bialsko-siedlecka                        | IV            | 1/14             | ; awans |
| 1978/1979 | III liga, gr. III                                | III           | 12/15            | spadek |
| 1979/1980 | Klasa międzyokręgowa                             | IV            | 3/14             | |
| 1980/1981 | A klasa siedlecka                                | IV            | 1/12             | przegrany baraż o awans                                                                                      |
| 1981/1982 | Klasa okręgowa siedlecka                         | IV            | 2/12             | |
| 1982/1983 | Klasa okręgowa siedlecka                         | IV            | 2/12             | |
| 1983/1984 | Klasa okręgowa siedlecka                         | IV            | 1/12             | awans |
| 1984/1985 | III liga, gr. VII                                | III           | 9/14             | |
| 1985/1986 | III liga, gr. VII                                | III           | 3/16             | |
| 1986/1987 | III liga, gr. VII                                | III           | 12/15            | spadek |
| 1987/1988 | Klasa międzyokręgowa bialsko-siedlecka           | IV            | 1/12             | awans |
| 1988/1989 | III liga, gr. IV                                 | III           | 11/14            | spadek |
| 1989/1990 | Klasa międzyokręgowa                             | IV            | 7/14             | |
| 1990/1991 | Klasa międzyokręgowa bialsko-siedlecka           | IV            | 1/12             | awans |
| 1991/1992 | III liga, gr. VI                                 | III           | 8/16             | |
| 1992/1993 | III liga, gr. V                                  | III           | 3/16             | |
| 1993/1994 | III liga, gr. IV                                 | III           | 6/16             | |
| 1994/1995 | III liga, gr. IV                                 | III           | 10/15            | |
| 1995/1996 | III liga, gr. V                                  | III           | 7/14             | |
| 1996/1997 | III liga, gr. IV                                 | III           | 17/18            | spadek |
| 1997/1998 | IV liga, gr. Biała Podlaska-Siedlce              | IV            | 2/14             | |
| 1998/1999 | IV liga, gr. Lublin-Radom-Siedlce-Biała Podlaska | IV            | 10/18            | |
| 1999/2000 | IV liga, gr. Lublin-Radom-Siedlce-Biała Podlaska | IV            | 6/18             | |
| 2000/2001 | IV liga, gr. mazowiecka południowa               | IV            | 3/17             | |
| 2001/2002 | IV liga, gr. mazowiecka południowa               | IV            | 4/16             | |
| 2002/2003 | IV liga, gr. mazowiecka                          | IV            | 2/18             | |
| 2003/2004 | IV liga, gr. mazowiecka                          | IV            | 5/18             | |
| 2004/2005 | IV liga, gr. mazowiecka                          | IV            | 12/18            | |
| 2005/2006 | IV liga, gr. mazowiecka                          | IV            | 14/18            | spadek |
| 2006/2007 | V liga, gr. mazowiecka północna                  | V             | 7/16             | |
| 2007/2008 | V liga, gr. mazowiecka północna                  | V             | 1/16             | [ i ] |
| 2008/2009 | IV liga, gr. mazowiecka północna                 | V             | 1/17             | awans |
| 2009/2010 | III liga, gr. VI                                 | IV            | 4/16             | |
| 2010/2011 | III liga, gr. VI                                 | IV            | 1/16             | awans |
| 2011/2012 | II liga, gr. wschodnia                           | III           | 9/16             | |
| 2012/2013 | II liga, gr. wschodnia                           | III           | 7/18             | |
| 2013/2014 | II liga, gr. wschodnia                           | III           | 2/18             | awans |
| 2014/2015 | I liga                                           | II            | 15/18            | utrzymanie po barażach                                                                                       |
| 2015/2016 | I liga                                           | II            | 14/18            | |
| 2016/2017 | I liga                                           | II            | 11/18            | |
| 2017/2018 | I liga                                           | II            | 15/18            | spadek po barażach                                                                                           |
| 2018/2019 | II liga                                          | III           | 6/18             | |
| 2019/2020 | II liga                                          | III           | 10/18            | |
| 2020/2021 | II liga                                          | III           | 13/19            | |
| 2021/2022 | II liga                                          | III           | 10/18            | |
| 2022/2023 | II liga                                          | III           | 8/18             | |
| 2023/2024 | II liga                                          | III           | 1/18             | awans |
| 2024/2025 | I liga                                           | II            | 15/18            | |

## Afera dopingowa w klubie
W 2019 pielęgniarka Bogumiła Sawicka zauważając podejrzane kroplówki podawane piłkarzom Pogoni, poinformowała Polską Agencję Antydopingową.  Sportowcom dożylnie podawano suplementy w dawce 10 razy większej, niż dopuszczalna, przy czym taka suplementacja pomaga wypłukać z organizmu substancje zabronione, jednak są też niebezpieczne dla zdrowia.  Za działalność sygnalizatorską, pielęgniarka spotkała się z ostracyzmem w miejscu pracy.
Siedmiu zawodników klubu zostało ukaranych przez Polską Agencję Antydopingową półroczną dyskwalifikacją, jednak zawieszoną na okres 48 miesięcy. W wyniku skutecznego odwołania się WADA od tej decyzji, 6 piłkarzom orzeczono dyskwalifikację czteroletnią bez zawieszenia, a siódmy otrzymał dwuletnią bez zawieszania i kolejne dwa lata dyskwalifikacji w zawieszeniu. Na cztery lata zdyskwalifikowano także lekarza klubowego Pogoni. Klub Pogoń Siedlce został ukarany przez Komisję Dyscyplinarną PZPN odjęciem sześciu punktów w sezonie 2020/2021, po odwołaniu się od orzeczenia przez klub Najwyższa Komisja Odwoławcza PZPN karę zredukowała do odjęcia trzech punktów.

## Sukcesy
- występy na II szczeblu rozgrywkowym – sezon 1949 oraz lata 2014-2018
- 1/4 finału Puchar Polski – 1987/88, 2022/23
- 1/8 finału Puchar Polski – 2000/01
- awans do I ligi (dawnej II ligi) – 2013/14, 2023/24

## Rekordy i statystyki
Najszybciej zdobyta bramka w historii klubu:
Gol Krzysztofa Pawlusiewicza w 3 sekundzie spotkania AZS Biała Podlaska – Pogoń Siedlce 3:1 (18.06.1995)

Najwyższe zwycięstwa:
Pogoń Siedlce – Laura Chylice 16:1 (02.08.1959)
Victoria Kałuszyn – Pogoń Siedlce 0:15 (08.08.1983)
Pogoń Siedlce – Orlęta Radzyń Podlaski 14:0 (23.05.1948)
Pogoń Siedlce – Victoria Sulejówek 14:0 (10.09.1967)
Pogoń Siedlce – Wisła Maciejowice 14:0 (19.04.1984)
Wektra Zbuczyn – Pogoń Siedlce 2:14 (23.04.2014)
Pogoń Siedlce – Gwardia Siedlce 12:0 (06.05.1951)
Pogoń Siedlce – Victoria Kałuszyn 12:0 (25.03.1984)
Spójnia Sokołów Podlaski – Pogoń Siedlce 0:11 (1952)
Pogoń Siedlce – Farmacja II Tarchomin 11:0 (27.08.1961)
Najwyższe porażki:
Wisła Kraków – Pogoń Siedlce 21:0 (24.08.1947)
KKS Poznań – Pogoń Siedlce 14:0 (11.05.1947)
Polonia Warszawa – Pogoń Siedlce 13:1 (10.08.1947)
CWKS II Warszawa – Pogoń Siedlce 10:0 (26.11.1950)
Pogoń Siedlce – CWKS II Warszawa 1:10 (28.10.1950)
Pogoń Siedlce – Elektryczność Warszawa 2:11 (04.08.1963)
Polonia Bytom – Pogoń Siedlce 9:1 (30.03.1947)
Kolejarz Pruszków – Pogoń Siedlce 9:1 (27.05.1951)
Partyzant Leszno – Pogoń Siedlce 9:1 (31.05.1956)
Gwardia Warszawa – Pogoń Siedlce 8:0 (30.07.1950)

## Współpraca
Klub MKP Pogoń Siedlce współpracuje z klubami regionalnymi do których należą między innymi: LKS Dwernicki Stoczek Łukowski, Advit Wiązowna, Victoria Kałuszyn, UKS "Dwójka" Międzyrzec Podlaski, Masovia Siedlce i LKS Grodzisk Krzymosze. Współpraca obejmuje zagadnienie szkolenia młodzieży i wymiany zawodników na poziomie lokalnym. Klub od 2021 roku organizuje zajęcia Mobilnej Akademii Pogoni Siedlce w gminach sąsiadujących z Siedlcami, mające na celu organizację szkolenia dla dzieci do 13 roku życia. W 2022 roku, patronat nad projektem Mobilnej Akademii Pogoni Siedlce objęła Grupa Energa S.A

## Pogoń II Siedlce
W seniorskich rozgrywkach ligowych regularnie występują rezerwy Pogoni Siedlce. Zespół w sezonie 2014/2015 występował w III lidze, gr. VI, gdzie zajął 13. miejsce. W sezonie 2024/2025 Pogoń II Siedlce rywalizuje w V lidze, gr. mazowieckiej II.

## Akademia MKP Pogoń Siedlce
Akademia Pogoni Siedlce powstała z myślą o szkoleniu dzieci i młodzieży w umiejętności gry w piłkę nożną, ale także po to by kultywować zdrowy tryb życia i przekazywać zasady ducha sportu. Od wielu lat siedlecki zespół szkoli zawodników z myślą o przyszłości, czego  dowodem są wyjazdy na turnieje i zdobywanie licznych nagród Do najbardziej znanych wychowanków Pogoni Siedlce zaliczają się: Artur Boruc, Konrad Gołoś, Jacek Kiełb, Igor Strzałek, Maciej Rosołek, Kacper Skwierczyński oraz Albert Posiadała. W sierpniu 2021 roku klub ogłosił nabór do sekcji piłki nożnej dziewcząt. Od kwietnia 2022 roku, sponsorem tytularnym Akademii, został Zakład Mięsny Mościbrody, co poskutkowało zmianą nazwy na Mościbrody Akademia Pogoni Siedlce. 